# Хасан Дудић
Хасан Дудић (Шабац, 21. јул 1957) српски је поп-фолк певач. Певањем се бави преко 40 година, а поред певања писао је и текстове за многе познате певаче.

## Биографија
Хасан је рођен у сиромашној породици, отац му је био обућар. Свој први наступ као певач је имао 1970. године када је учествовао на такмичењу „Златни глас“ где је освојио прво место. Тада почиње да пева и наступа широм старе Југославије. Своје прве синглове снима 1972. године за александровачки Дискос. У наредних неколико година снимио је још по неколико синглова, а свој први комплетни албум издао је 1981. године.
Неке од његових најпознатијих песама су Сад је касно за нови почетак, Ти ми више ниси друг, Дошло време издаје ме снага, Чаше ломим, Црна жено са очима плавим итд. Поред певања бави се и писањем песама. Писао је за многе познате певаче као што су Шабан Шаулић, Злата Петровић, Ана Бекута, Љуба Аличић и Халид Бешлић.
Био је у браку са певачицом Златом Петровић, са којом има сина Микија. Учествовао је и у ријалити програмима Фарма и Парови.
Хасан Дудић се бавиo правима Рома у Србији. У једној телевизијској емисији о правима Рома каже: „Боље нам је сада него пре, али има још елемената које би требало решити. Ево на пример где ја живим, нема услова за школу, спорт. Требало би да се направи игралиште за децу. Код мене има игралиште али не дају „црној“ деци да се играју.” У истој емисији проф. др Драгољуб Ацковић истакао је Хасана Дудића и Тому Јовановића (Тому Пантера) као једне од истакнутих Рома.

## Фестивали
- 1979. Хит парада - Тужна је недеља и овај датум
- 1984. МЕСАМ - О теби певам, Емина
- 1989. МЕСАМ - Прва награда фестивала за композицију Рано моја (Ана Бекута)
- 2011. Моравски бисери - Много сам те волео
- 2012. Моравски бисери - Нит' се жалим, нит' се хвалим
- 2014. Моравски бисери - Ја сам се венчао с тугом
- 2014. Моравски бисери - Награда за животно дело
- 2017. Моравски бисери - Нисам знао, нисам веровао
- 2018. Моравски бисери - После тебе
- 2019. Сабор народне музике Србије, Београд - Прва награда фестивала за композицију Ја сам жена, нисам стена (Ивана Шашић)
- 2020. Сабор народне музике Србије, Београд - Еј, Нено, Нено

## Песме компоноване за колеге певаче
- Шабан Шаулић: Само мене волела си лажно, Хајдемо некуд из овог града, Дођи за боље сутра
- Вида Павловић: Свему је крај, Мени треба нежно миловање, Друга те ноћас љуби, Срећно време
- Злата Петровић: Дођи да ми руке грејеш, Памтићу састанке наше, Љуби ме још мало
- Ана Бекута: Рано моја, Стани, стани зоро
- Љуба Аличић: Нема тужније судбине, Хеј, другови моји
- Наташа Ђорђевић: Све му весело било
- Халид Бешлић: Пјесма само о њој, Та је жена варала ме
- Халид Муслимовић: Хоћу с тобом да се виђам